# 雨宮庸介
雨宮 庸介（あめみや ようすけ、1975年 - ）は、茨城県出身のアーティスト。多摩美術大学美術学部油画専攻卒業。彫刻、ドローイング、ビデオインスタレーション、パフォーマンスなどを制作。2011年に渡欧し、2013年にアムステルダムのサンドベルグインスティテュート修士課程修了。ベルリンを拠点に活動する。
妻は美術家のハルカミホ。

## 主な展覧会
【個展】
- 1999年　「つむぐ・ときほぐす」 Gallery QS、東京
- 2001年　「雨宮庸介展-いない気配-」　Guardian Garden 、東京

　　　　  *「フォギードギーデッサンラン」FADs art space、東京
- 2005年　「THE WORLD」BOICE PLANNING、神奈川
- 2006年　「Translator's High」Yuka Sasahara Gallery、東京
- 2008年　「ムチウチニューロン　TEAM: Tokyo Wander Site: Emerging Artists on Mezzanine 13」、トーキョーワンダーサイト渋谷、東京

　　　　* 「ムチウチニューロンA」project room sasao、秋田
- 2018年　「あ、あな、あなた / A Hole, and You」ARTS ISOZAKI 水戸

【主なグループ展】
1999年　
- 「アートサロン９９at登満寿館 」登満寿館、東京
- 「アート公募2000」　新木場SOKOギャラリー、東京

2000年　
- 「3.3m2 (ひとつぼ) 展」Guardian Garden、東京
- 「'00年末チャリティー企画「Watch 2001」Guardian Garden、東京
- 「mist/imitation 」 アカデミア・プラトニカ、茨城

2001年　
- 「美術座2001α」なるせ美術座、東京
- 「地雷展」FADs art space、東京
- 「群馬青年ビエンナーレ'01」 群馬県立近代美術館、群馬
- 「'01年末チャリティー企画展「ハッピーアンブレラ200」」GuardianGarden 、東京

2002年　
- 「'02年末チャリティ企画200人のクリエイターによるオリジナル和凧展
- 「TAKO KITE」」Guardian Garden、東京
- 「ハレの日」BOICE PLANNING、神奈川

2003年　
- 「GOING 1992→2002」Guardian Garden、東京

2004年
- 「雨宮庸介/小林洋子」レントゲンヴェルケ、東京
- 「TAMA VIVANT 2004」多摩美術大学八王子キャンパス、東京、
- みなとみらい駅コンコース、神奈川

2005年　
- 「Aランチ」、AXIS GALLERY ANNEX、東京
- 「あたらしい○○をつくる」東京都現代美術館ハイビジョンルーム、東京
- 「われらの時代」水戸芸術館現代美術センター、茨城

2006年　
- 「食と現代美術 Part2-美食同源」BankART Studio NYK、神奈川

2008年
- 「The House展 -現代アートの住み心地-」日本ホームズ住宅展示場、東京
- 「Akasaka Art Flower 2008」旧料亭島崎、東京
- 「第4回府中ビエンナーレ トゥルー・カラーズ - 色をめぐる冒険」府中市美術館、 東京

2009年　
- 「宮沢賢治の贈りもの」三菱地所アルティアム、福岡
- 「Micro Paradise」My Humble House Art Gallery、台湾
- 「neoneo展　Part 1[男子]」高橋コレクション、東京

2009-10年　
- 「Twist and Shout: Contemporary Art from Japan」バンコク芸術文化センター、タイ
- 「日常　場違い」神奈川県民ホールギャラリー、神奈川

2010年　
- 「六本木クロッシング2010展：芸術は可能か？」森美術館、東京

2014年　
- 「国東半島アートプロジェクト」集ういえ、大分